# Cnipodectes
Cnipodectes – rodzaj ptaków z podrodziny klinodziobków (Triccinae) w rodzinie muchotyranikowatych (Pipromorphidae).

## Zasięg występowania
Rodzaj obejmuje gatunki występujące w Ameryce Południowej i Centralnej.

## Morfologia
Długość ciała 14–24 cm; masa ciała samic 22–26,3 g, samców 29,5–42 g.

## Systematyka

### Etymologia
Cnipodectes: gr. κνιψ knips, κνιπος knipos „owad, kornik”; δηκτης dektes „ktoś, kto gryzie”, od δακνω daknō „gryźć”.

### Podział systematyczny
Do rodzaju należą następujące gatunki:
- Cnipodectes subbrunneus (P.L. Sclater, 1860) – krętolotek brunatny
- Cnipodectes superrufus Lane, Servat, Valqui & F.R. Lambert, 2007 – krętolotek rdzawy